# حسین موینی
حسین موینی (انگلیسی: Hussein Mwinyi؛ زادهٔ ۲۳ دسامبر ۱۹۶۶) سیاست‌مدار اهل تانزانیا است. وی از ۳ نوامبر ۲۰۲۰ هشتمین رئیس‌جمهور زنگبار است.